# Витезда
Витезда (хебр. בית חסדא) је бања која се састоји од два резервоара (басена) ископана у кориту реке Беит Зеита (хебр. בית זיתא) у Јерусалиму. У Библији се у Јеванђељу по Јовану се спомиње као место исцељења од стране Исуса Христа паралитичара (Јован 5: 1-16). Бања се налази на Овчјим вратима, што се у Библији помиње у Књизи Немијиној (Нем. 3:32), (Нем. 12.39).

## Савремена бања Витезда
Темељи бање датирају из 8. века п. н. е.. Бетезда се налазила у близини северног зида Јерусалима, на Овчјим вратима, кроз која су жртвоване животиње вожене до Храма и где се налазила пијаца за ове животиње. 
Према речнику Брокауса и Ефрона, древна Овчја врата понекад се поистовећују са вратима св. Стефана у муслиманском делу Јерусалима. Поред њих је исушени резервоар, који се некада одржавао у добром стању, с обзиром да су његове обале обложене чврстим зидовима јеврејског зида. Правилног је правоугаоног дугуљастог облика. Локални арапски становници то зову „Биркет-Израел“, односно израелско језерце. На његовом западном зиду сачуване су рушевине два лука, што можда одговара „наткривеним пролазима“ које помиње јеванђелист Јован.
Неки су видели Витезду у такозваном „језеру Богородице“, смештеном у долини Кедрон, услед чињенице да је дошло до „поремећаја“ или кретања вода из непознатих разлога, периодично се понављајући три или четири пута недељно.
Данас се Витезда традиционално поистовећује са рушевинама у близини базилике Свете Ане. Археолошки подаци указују да је тамошњи јужни слив имао широке степенице, са засадима, односно да је на овом месту била миква. Његова дубина је 13 метара. Сами Римљани веровали су да је бања лековита, а у пећинама на истоку крстионице саградили су два мала базена, посветивши их богу лека Асклепију и богињи Фортуни.
Неки истраживачи идентификују северни слив Бетхесде са „горњим рибњаком“ (хебрејски בריכה העליונה) поменутим у Четвртој књизи о краљевима (2. Краљевима 18:17)..
Евсевије Цезарејски (4. век) пише о Витезди:
°Витезда - бања у Јерусалиму, која је у давним временима имала пет тремова; и сада је приказан у два тамо смештена базена, од којих је један испуњен годишњим кишама, други има чудесно црвену воду, представљајући, како кажу, траг жртава испраних у њему, због чега се и зове: Овчја, због жртава.°
Јевсевијеве наводе потврђује и Јероним од Стридона.

## У Новом завету
Према Јеванђељу по Јовану (Јн. 5,1-16), вода из базена се сматрала чудотворном када је „анђео Господњи с времена на време ушао у базен и узбуркао воду, а ко је први ушао у њу након узбуркања воде, опоравио би се, без обзира каква је била болест. Крај бање је лежао узети, патећи од своје болести 38 година и готово изгубио наду у исцељење, јер није било никога ко би га спустио у бању кад је узбуркана вода.
Исус му је пришао и рекао: "Узми свој кревет и ходај. "И он се одмах прибра, узе свој кревет и оде°. Чудо је учињено у суботу и видећи паралитичара како носи свој кревет, Јевреји су рекли: „Данас је субота; Не би требало да узимате свој кревет “, на шта је он одговорио -„ Онај ко ме је излечио, рекао ми је: узми свој кревет и ходај “, али није могао да каже ко га је излечио. Касније у храму Исус га је срео и рекао: „Ето си здрав, више не греши, да ти не буде горе“. Када се сазнало ко га је излечио у суботу, јеврејски свештеници су га упитали зашто је то учинио у суботу, на шта је Исус одговорио: ”Отац мој досле чини, и ја чиним.”, Након тога они су решили "да Га убију што не само квараше суботу него и Оцем својим називаше Бога и грађаше се једнак Богу." (Јован 5:18).